# Zayda Peña Arjona
Zayda Peña Arjona (* 1. Januar 1979; † 1. Dezember 2007 in Matamoros) war eine mexikanische Sängerin.

## Biografie
Peña Arjona erzielte mit der Gruppe Culpables in Mexiko mehrere musikalische Erfolge. Aufsehen erregte sie mit dem kritischen Lied „Amor ilegal“, in dem sie den Drogenkonsum thematisiert. Damit erregte sie offenbar den Unwillen des Drogenkartells. Als sie am Abend des 1. Dezember 2007 nach einem Konzert in Matamoros in ihr Hotel „Monaco“ zurückkehrte, wurde sie gegen 23:00 Uhr niedergeschossen. Ein Freund und ein Hotelangestellter wurden erschossen. Schwer verletzt wurde Peña Arjona ins Hospital „Alfredo Pumarejo“ gebracht und notoperiert. Am folgenden Morgen drangen zwei Männer in das Hospital ein und erschossen die Sängerin in ihrem Krankenzimmer. Im mexikanischen Bundesstaat Tamaulipas wurden bereits mehrere Sänger mutmaßliche Opfer des Drogenkartells, beispielsweise Valentín Elizalde.